# Escuela de Bellas Artes Lola Mora
La Escuela de Bellas Artes Lola Mora es una institución educativa dedicada a la enseñanza artística dependiente del gobierno de la Ciudad de Buenos Aires de Argentina. Se encuentra en Avenida Soldado de la Frontera 5155, en el barrio de Lugano I y II (Buenos Aires).

## Historia
La Escuela de Arte Lola Mora es la segunda escuela de educación artística y la primera en permitir el acceso a la educación artística conjuntamente con la formación de Nivel Medio Bachiller. Plan experimental que aprobaba el comienzo a la educación artística finalizada la primaria, hasta entonces para poder ingresar a la educación artística había que contar con los 3 primeros años de secundario y un mínimo de 16 años de edad.
Fue creada en 1974, durante la presidencia de María Estela Martínez de Perón, en respuesta a una creciente necesidad del país de descentralizar la enseñanza artística, ya que hasta entonces solo existía una sola escuela dedicada a la enseñanza artística.
Se aprueban planes de estudio Resolución Ministerial n.º 197/75, duración 5 años de Nivel Medio del Magisterio en Bellas Artes conjuntamente con el bachiller título: Maestro Nacional de Dibujo.
La escuela lleva el nombre la escultora tucumana Lola Mora.
En 1985 se crea el Turno Noche según Decreto del PEN n.º 2551/58: Magisterio de Dibujo. Carrera de 4 años, Título: Maestro Nacional de Dibujo.
En 1994 el establecimiento que hasta entonces era Nacional fue trasferido a la Ciudad de Buenos Aires, pero mantuvo los mismos planes de estudio.
A partir de la implementación de la ley Federal de Educación en la República Argentina la escuela tuvo que reformular sus planes de estudio y se creó en 2009 el Profesorado en Artes Visuales denominado I.S.F.A. Instituto Superior de Formación Artística. Duración 4 años, título profesor de Artes Visuales
Los alumnos egresados de la Escuela poseen los conocimientos y el título habilitante a nivel Nacional, para ejercer la docencia en el área de las Artes Visuales en el Nivel Inicial, Primario y Secundario, como así también son formados como productores y gestores de su propia obra artística.
En el transcurso de la carrera, los alumnos a través de la escuela, acceden a los ámbitos de circulación de obras de artes, exponiendo sus propias obras, en concursos, salones, galerías y espacios culturales.

## Algunas de actividades extracurriculares de los alumnos

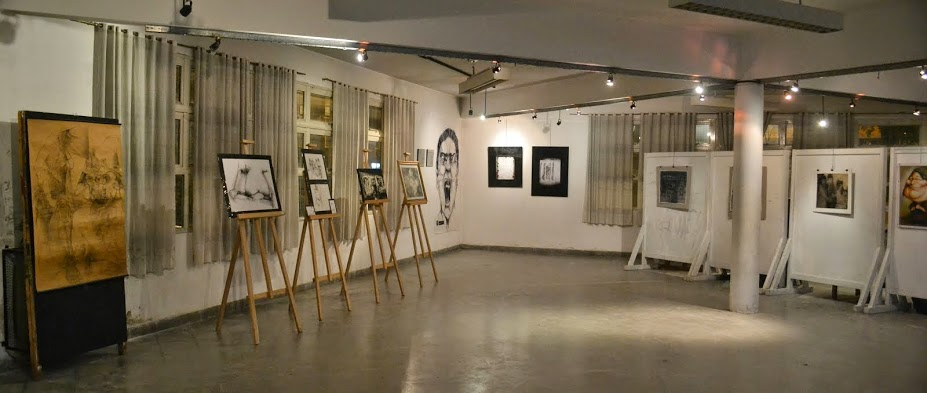
Sala de exposiciones "Osvaldo Scarfo" de Escuela de Bellas Artes Lola Mora

- Exposiciones en Museo de Escultura "Luis Perlotti"[5][6]
- Homenaje al Prof. César A. Fioravanti. Exposición de grabado[7]
- Manos en Obra. Intervenciones Pictóricas- Arte Público
- Exposiciones individuales Alumno Facundo Ballesta[8]
- Muestra de alumnos egresados[9]

## Edificio

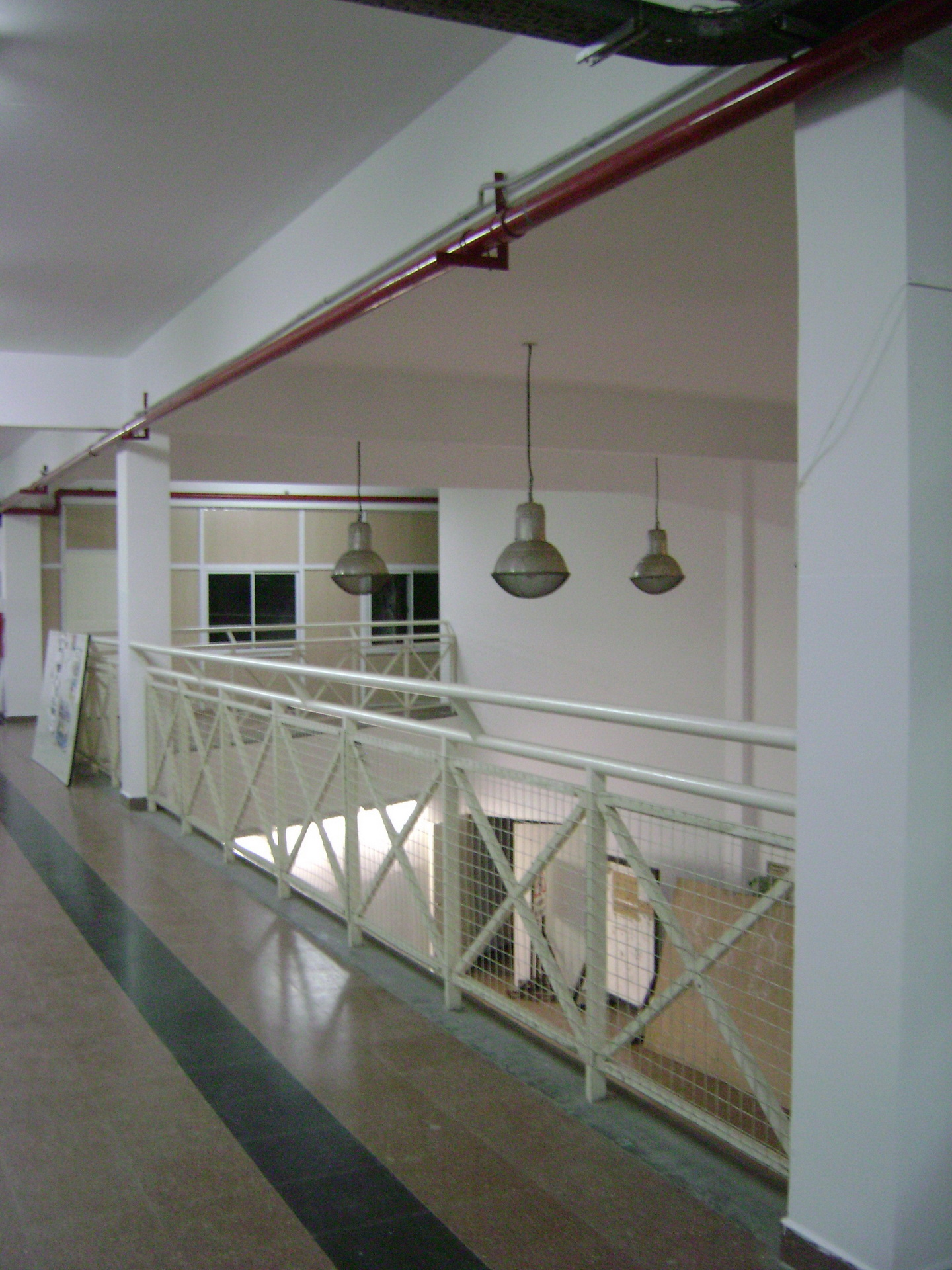
Interior del Lola

Desde su creación en 1974 la escuela realizó sus actividades en edificios provisorios hasta que en 1999 se inaugura la nueva sede de la Escuela, empresa constructora Planobra S.A., primer edificio de la Ciudad de Buenos Aires construido específicamente como escuela de Arte.
La Escuela cuenta con talleres específicos para pintura, escultura, grabado y dibujo, aulas, sala de actos, comedor, biblioteca y la Sala de Exposiciones “Osvaldo Scarfo” donde se realizan muestras durante todo el año tanto de las actividades realizadas por alumnos, profesores, como de artistas invitados.

## Modalidad de enseñanza y servicios
Los alumnos cursan un Ciclo medio de 5 años de doble titulación bachiller orientado  en educación y Realizador y Diseñador en Artes Visuales  y luego un Ciclo Superior de  4 años, Profesorados en Artes Visuales y Profesorados Orientados en especialidades de Escultura,  Dibujo,  Grabado y  Pintura; recibiendo al finalizar títulos con validez nacional que los habilitan para trabajar tanto como docentes en nivel primario y secundario El 5° año Superior lo habilita para ejercer en escuelas artísticas y terciarias o como artistas.

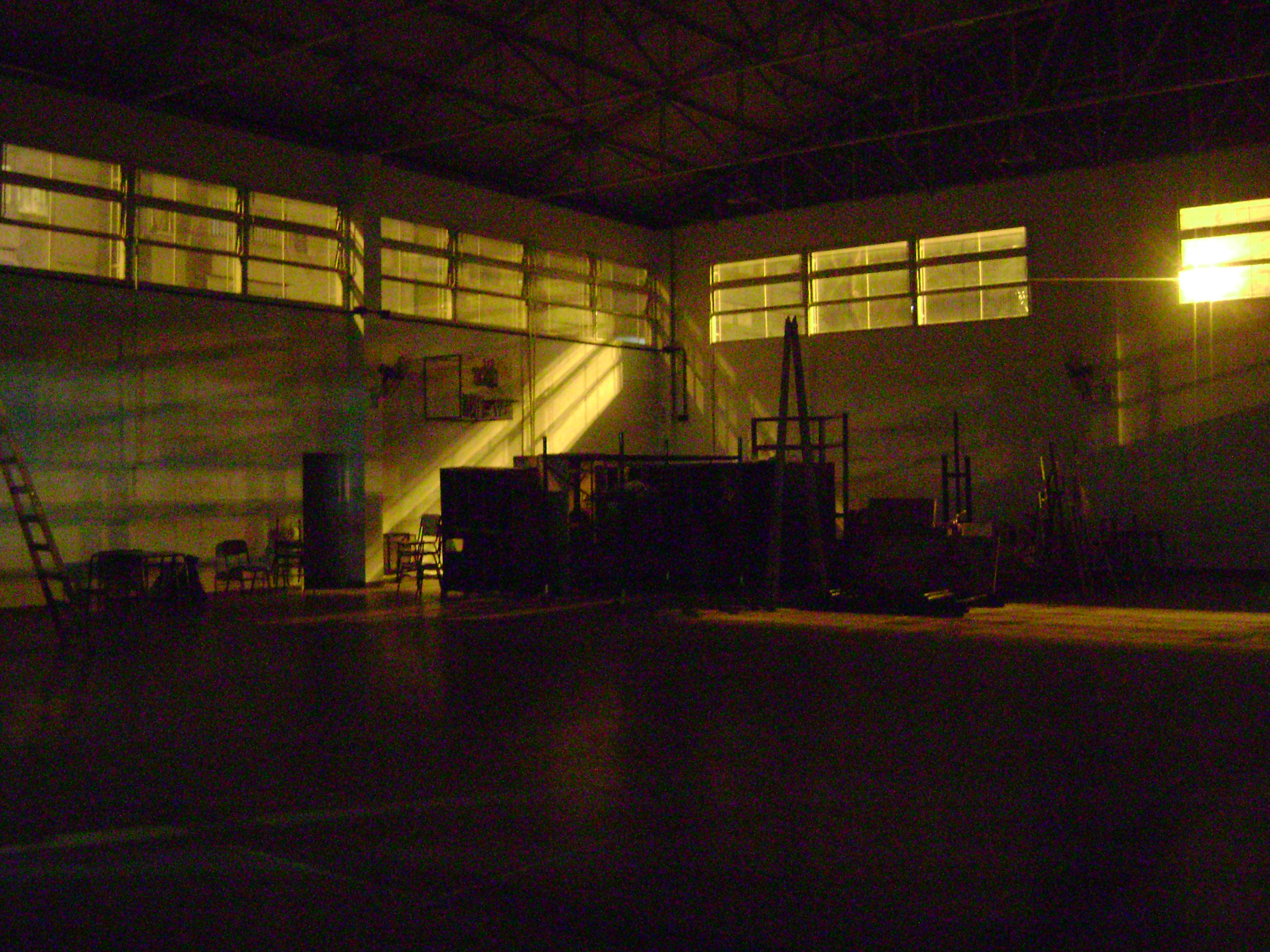
SUM Lola

## Artistas Egresados con reconocimiento Nacional e Internacional
- Gabriel Álvarez, artista plástico.[12]
- Martín Dipaola, artista plástico.[13]
- Roberto Scafidi, artista plástico y docente.[14]
- Pablo Lozano, artista plástico.[15]
- Adriana Toledo Pedroza, artista.[16]
- Ariel Cusnir, artista.[17]
- Silvina Mamani, profesor y artista
- Sebastián  Pastorino, artista.[18]
- Darío Klehr, artista y docente.[19]
- Cecilia Ruwette, artista y docente.[20][21]